# Fuente del Conde
La Aldea de La Fuente del Conde, situada al sur del término municipal de Iznájar, al pie de la sierra de Campoagro, es también conocida popularmente  como “La Alcubilla” o "La Arcuilla"
Su nombre se debe al conde de la Revilla, que vivía en la Aldea y que era propietario de una fuente con cuatro abundantes caños de agua, así como de la mayoría de las tierras sureñas de Iznájar.
Coronando la Aldea se encuentra un magnífico mirador, la “Cruz de Magán”, con una pequeña ermita cuyo origen se relaciona con un antiguo santuario ibérico que se ubicase en ese mismo lugar.
Jalonando el cerro hay numerosas casas cueva que estuvieron habitadas durante el Neolítico y en épocas posteriores. También hay constancia de asentamientos de poblados argáricos, ibéricos y romanos, habiéndose encontrado numerosos restos arqueológicos en las cercanías que así lo confirmarían, como falcatas, puntas de flecha, lanzas, regatones y fragmentos de cerámicas ibéricas. 
Elementos arquitectónicos interesantes en Fuente del Conde son su Iglesia, una moderna construcción iniciada hacia 1985 y finalizada en mayo de 1994, sus lavaderos y fuentes públicas, como la “Fuente de Magán”, la “Fuente de la Alamea” o la “Fuente de la Alcubilla”. Destacan también algunas encinas que, por su tamaño, formas y edad son considerados árboles singulares del municipio. 
Celebra sus fiestas en honor de la Santa Cruz, del 1 al 3 de mayo, con una típica y ancestral romería.
- Datos: Q65160462